# Kunja (rzeka)
Kunja (ros. Кунья) – rzeka w europejskiej części Rosji, w obwodach twerskim i nowogrodzkim. Długość 258 km. Zlewnia 5143 km², średni przepływ przy ujściu 44,8 m³/s. Wpływa do rzeki Łować, należy do dorzecza rzeki Wołchow i zlewiska Bałtyku.
We wczesnym średniowieczu biegł nią szlak handlowy od Waregów do Greków.

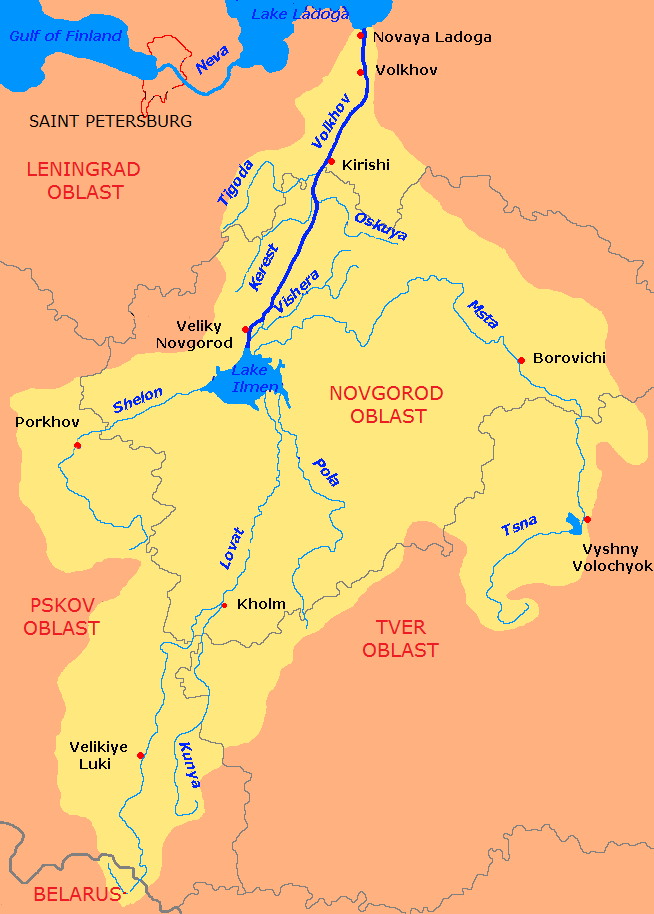
Położenie na mapie regionu